# وست پئوریا (ایلینوی)
وست پئوریا، ایلینوی (به انگلیسی: West Peoria, Illinois) یک شهر در ایالات متحده آمریکا با جمعیت ۴٬۷۶۲ نفر است که در ایلی‌نوی واقع شده‌است.

## موقعیت جغرافیایی
موقعیت جغرافیایی شهرها و مناطق اطراف به شرح زیر است: